# Magyarlak
Magyarlak là một thị trấn thuộc hạt Vas, Hungary. Thị trấn này có diện tích 7,62 km², dân số năm 2010 là 729 người, mật độ 96 người/km².